# Sottodistretto di Rehovot
Il sottodistretto di Rehovot (in ebraico נפת רחובות‎?) è uno dei quattro sottodistretti del distretto Centrale di Israele. La capitale è la città di Rehovot ed esso comprende anche le città di Ness Ziona, Rishon LeZion e Yavne.

## Geografia antropica

### Suddivisioni amministrative
| Città                                          | Consigli locali                                                               | Consigli regionali                                                 |
| ---------------------------------------------- | ----------------------------------------------------------------------------- | ------------------------------------------------------------------ |
| - Ness Ziona - Rehovot - Rishon LeZion - Yavne | - Beit Dagan - Bnei Aish - Gan Yavne - Gedera - Kiryat Ekron - Mazkeret Batya | - Brenner - Gan Rave - Gederot - Gezer - Hevel Yavne - Nahal Sorek |